# Krystyna Janda
Krystyna Jolanta Janda (Starachowice, Polònia, 18 de desembre de 1952) és una actriu polonesa.

## Biografia
Krystyna Janda és particularment coneguda per haver tingut el primer paper a diversos films del director polonès Andrzej Wajda, com L'home de marbre (1977) i L'Home de ferro (1981), a continuació a Espia, desperta't de Yves Boisset, on actua la companya de Sébastien Graner (Lino Ventura), antic espia despertat.
Rep el premi d'interpretació femenina al Festival de Canes 1990 per al seu paper a Interrogation, del director polonès Ryszard Bugajski.
Primera esposa d'Andrzej Seweryn, va tenir amb ell una filla, Maria Seweryn, també artista.

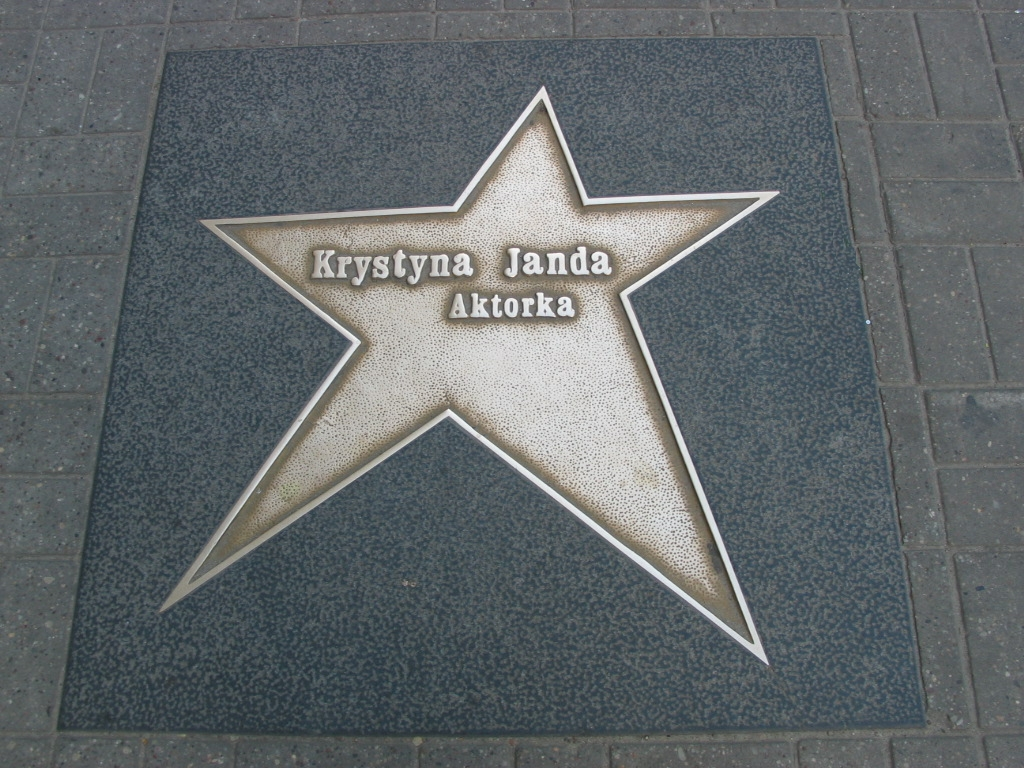
Passeig de les celebritats de Łódź (Polònia)

## Filmografia
- 1977: L'Home de marbre, d'Andrzej Wajda: Agnieszka
- 1978: Bez znieczulenia', d'Andrzej Wajda: Agata
- 1980: Golem, de Piotr Szulkin: Rozyna
- 1980: Dyrygent, d'Andrzej Wajda: Marta
- 1981: L'Home de ferro, d'Andrzej Wajda: Agnieszka
- 1981: Mephisto, de István Szabó: Barbara Bruckner
- 1982: Espia, desperta't (Espion, lève-toi), d'Yves Boisset: Anna Gretz
- 1982: Interrogation (Przesluchanie), de Ryszard Bugajski: Tonia Dziwisz
- 1985: Vertiges de Christine Laurent: Maria
- 1987: W zawieszeniu, de Waldemar Krzystek: Anna
- 1987: Laputa, de Helma Sanders-Brahms: Malgorzata
- 1987: Na srebrnym globie, d'Andrzej Żuławski
- 1988: Krótki film o zabijaniu, de Krzysztof Kieślowski: Dorota
- 1988: Décalogue, Décalogue 2 i Décalogue 5, de Krzysztof Kieślowski
- 1992: Fausse sortie, de Waldemar Krzystek: Francuzka
- 1997: Un air si pur..., d'Yves Angelo: Mme Leduroy
- 2009: Tatarak, d'Andrzej Wajda: Marta
- 2009: Rewers, de Borys Lankosz: Irena Jankowska, la mare de Sabina
- 2012: Elles, de Małgorzata Szumowska: La mare d'Alicja